# János Bédl
János Bédl était un joueur puis entraîneur de football hongrois de football (né le 10 septembre 1929 et décédé le 9 décembre 1987).

## Biographie

### Carrière joueur
On sait peu de choses de sa carrière de joueur, si ce n'est qu'il la termina aux Pays-Bas avec le DWS Amsterdam et Maastricht VV, puis comme "joueur/entraîneur" du cercle maltais de Sliema Wanderers FC.

### Carrière entraîneur
Bédl débute comme joueur-entraîneur avec le Sliema Wanderers FC à Malte puis tente l'aventure américaine avec une franchises "NPSL", les Pittsburg Phantoms. En 1968, la "NPSL" et l'American Soccer League fusionnent pour créer la NASL. Bédl y coache Kansas Cty Spurs avec lesquels il est champion 1969, mais au terme de l'année suivante la franchise cesse ses activités.
En 1971, il revient en Europe et trouve de l'embauche en Allemagne de l'Ouest, à partir de novembre, au Rot-Weiss Essen qui vient d'être relégué de la Bundesliga. Il redresse la courbe du club qui a mal commencé la saison et l'amène à la 2e place, derrière Wuippertal, de la Regionalliga West et obtient ainsi la qualification  pour le tour final de montée. RW Essen le termine invaincu mais avec une différence de buts plus petite que les Kickers Offenbach qui sont promus.
Lors de la saison 1972-1973, Le technicien hongrois signe au K. Lierse SV, un club belge de Division 1 qui vient de se restructurer en fusionnant avec son voisin du Lyra. Les « Pallieters » ne terminent que 9e sur 16 en championnat, mais ils atteignent les demi-finales de la Coupe de Belgique. Ils s'inclinent à domicile de peu, après prolongation (0-0 puis 0-1), contre le R. SC Anderlechtois, tenant du trophée et futur vainqueur.
En Regionalliga West 1973-1974, lors de la dernière saison d'existence des "Regionalligen" ouest-allemandes en tant que "Division 2", il dirige le Borussia Dortmund. Le club termine 6e. Selon les critères de points sur les saisons les plus récentes, les "Borussen" sont classés en ordre utile (3es) pour faire partie de la 2. Bundesliga la saison suivante.
De son côté, en octobre 1974, Bédl est engagé par Wuppertaler SV qui évolue en Bundesliga. Le Hongrois ne parvient pas à sauver le club qui termine bon dernier avec seulement 2 victoires et 8 partages.
Bédl revient alors en Belgique, de nouveau au Lierse où il passe deux saisons dans le ventre mou du classement de D1. Le club atteint la finale de la Coupe de Belgique 1976 mais ne peut rien contre Anderlecht (4-0).
En 1981-1982, Bédl est une troisième fois mandaté à la tête des Pallieters, avec une 8e place finale.
Le coach magyar est encore actif avec le Rot-Weiss Essen en 1983-1984, mais le club ne peut éviter la descente vers l'Oberliga (3e niveau). Bédl s'occupe aussi du Rot-Weiss Oberhausen en 1986-1987. Le club assure son maintien de justesse.

## Palmarès et faits marquants

### Joueur
- Champion de Malte : 1965, 1966 (Sliema Wanderers FC).
- Coupe de Malte : 1965 (Sliema Wanderers FC).

### Entraîneur
- Champion de Malte : 1966 (Sliema Wanderers FC).
- Coach de l'année de la NASL : 1968.
- Champion NASL : 1968 aux commandes des Kansas Cty Spurs.
- Vice-champion de Regionalliga West 1972 aux commandes du Rot-Weiss Essen.
- Finaliste de la Coupe de Belgique 1976 aux commandes du Lierse SV.